# Zygodon lapponicus
Zygodon lapponicus là một loài rêu trong họ Orthotrichaceae. Loài này được (Hedw.) Bruch & Schimp. mô tả khoa học đầu tiên năm 1838.